# Eswatini
Eswatini (până în 2018 numită Swaziland) este o țară din sudul Africii, situată între Africa de Sud la vest și Mozambic la est. Capitala este Mbabane. Numele oficial este Regatul Eswatini.
Țara este condusă de regele Mswati al III-lea, fiind ultima monarhie absolută din Africa.
Este una dintre cele mai mici țări din Africa. Timp de mai mulți ani a avut de profitat de pe urma faptului că era situată la periferia Africii de Sud, unde era instituit apartheidul. În prezent, Regatul Eswatini se confruntă cu dificultăți economice și politice după procesul de democratizare din statele învecinate.

## Istorie și politică
Articol principal: Istoria Eswatiniului

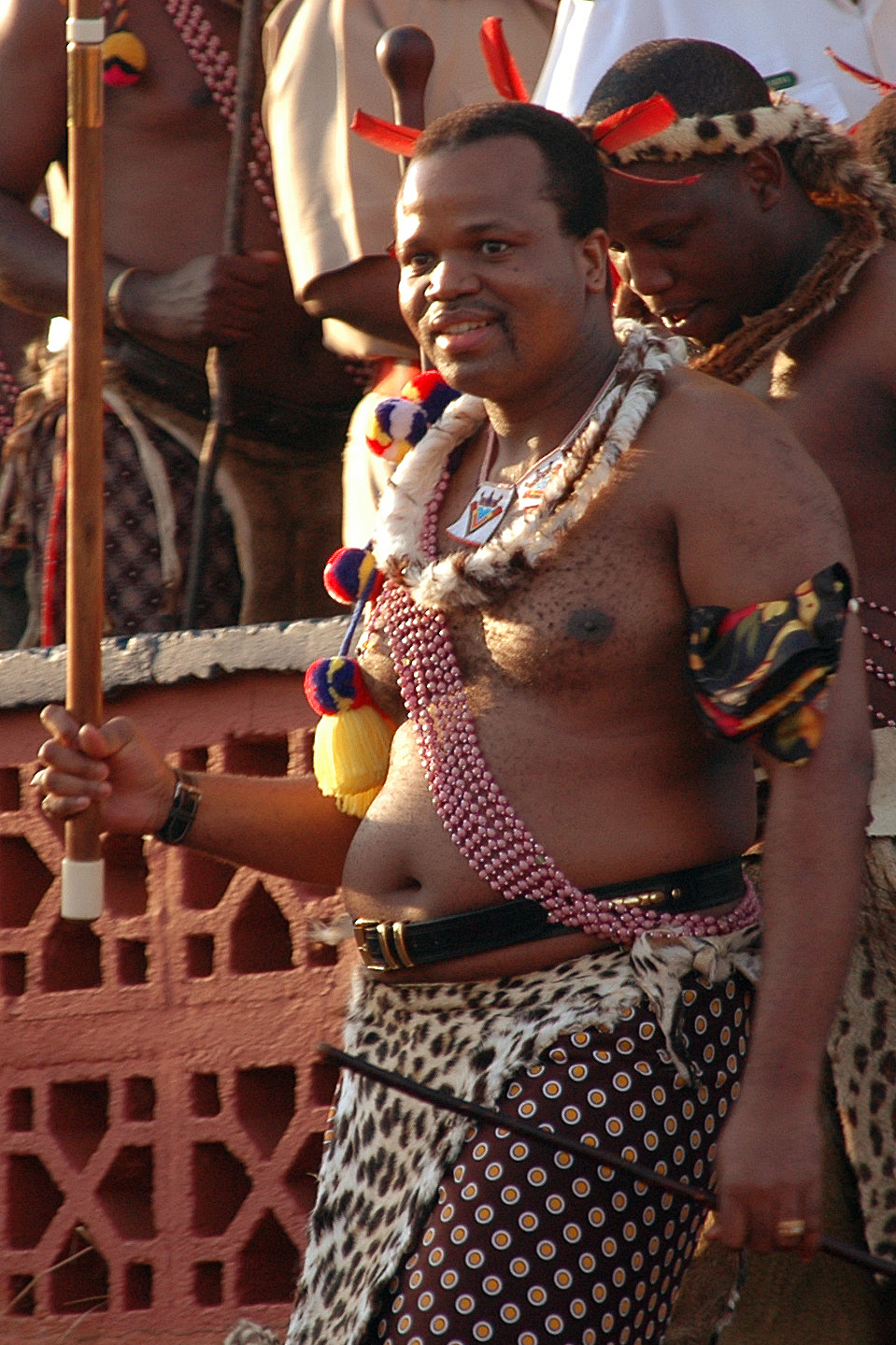
Mswati al III-lea, monarhul țării

Etnicii Swazi au început să imigreze în regiunea cunoscută acum sub numele de Eswatini în secolul XVI. La începutul secolului XIX, conflictele cu alte triburi Bantu și disputele cu burii privind proprietățile funciare au dus la apariția națiunii Swazi. Pe baza unui acord încheiat în 1894 între britanici și buri, eSwatini a devenit parte a Republicii Transvaal, pierzându-și astfel independența. După războiul cu burii (1899-1907), în 1907 a devenit protectorat britanic, iar în 1968 și-a câștigat independența. Dar un mai mare grad de democrație a fost atins abia în anii 1990. Nkosi Dlamini este tribul dominant de mai multă vreme și cel care l-a dat pe regele eSwatiniului, Mswati III (n. 1968). Acesta conduce țara din 1986. 
La sfârșitul lunii aprilie 2018, regele Mswati al III-lea a anunțat, cu ocazia celebrării a 50 de ani de independență, că țara este numită acum Eswatini.

## Geografie

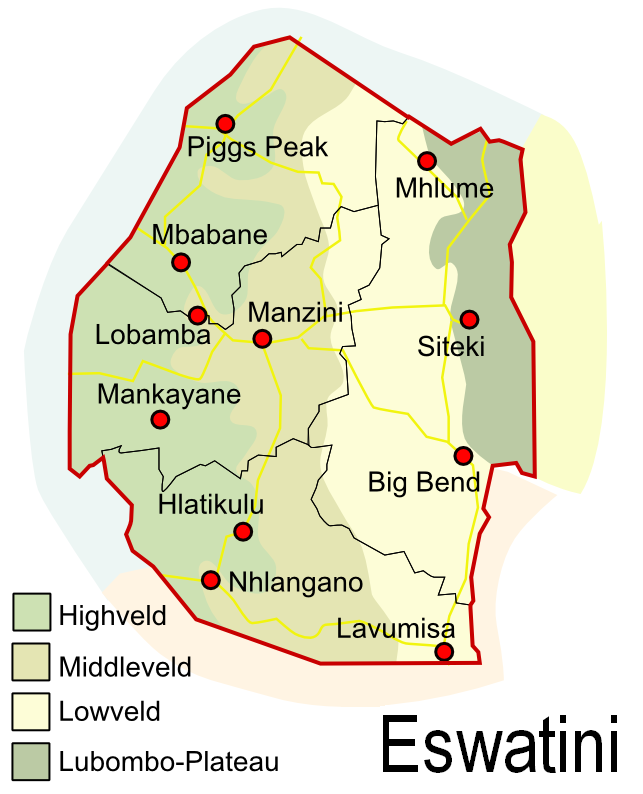
Patru zone topografice

Peisajul din Eswatini este caracterizat de patru zone topografice. De la vest la est, regiunea înaltă Highveld, cu o altitudine de peste 1500 m, lasă locul munților și dealurilor din Middleveld, situate la 700-800 m. Acestea coboară spre zonele joase din Lowveld, la mai puțin de 300 m. Munții Lebombo, cu înălțimi de circa 800 m, separă Lowveld de fâșia de câmpie de pe coasta Mozambicului.

### Zone climatice contrastante
Regiunea muntoasă Highveld este caracterizată de o climă relativ ploioasă și rece. Precipitațiile anuale ating 1250 mm și sunt, de obicei, limitate la perioada octombrie-martie. Deoarece solul nu este foarte fertil, în regiune se dezvoltă mai ales industria forestieră.
Majoritatea localităților sunt industriale în Middleveld, cu peisajul său deluros. Pășunile bogate, solul productiv și precipitațiile anuale de 875 mm, precum și un sistem de irigații fac din Middleveld grânarul Eswatiniului și un mare centru de creștere a vitelor. Aici pot fi găsiți și cei mai mulți locuitori, deoarece în Lowveld sunt expuși îmbolnăvirii de malarie.
În regiunea Lowveld, cu un climat fierbinte și secetos, a început să se practice agricultura abia în anii 1950, când malaria și epidemiile cauzate de musca țețe au fost aduse sub control. Pentru că precipitațiile cad aici în cantitate mică, 650 mm, suferind și fluctuații extreme, agricultura s-a dezvoltat mai ales de-a lungul malurilor râurilor, care au un debit suficient întreg anul și pot fi folosite pentru a iriga culturile: trestie de zahăr și citrice. La distanță mai mare de culturile de apă, peisajul este dominat de savana uscată.

### Clima
Clima în Eswatini variază de la tropical până aproape temperat. Anotimpurile sunt opuse față de cele din emisfera nordică, luna decembrie fiind mijlocul verii, iar iunie fiind mijlocul iernii. În general ploaia cade mai des în lunile de vară, de multe ori sub formă de furtună.
Precipitațiile anuale sunt mai ridicate în regiunea Highveld, din parte de vest, între 1000 și 2000 mm, în funcție de an. În partea de est plouă mai puțin, în Lowveld înregistrându-se anual 500 până la 900 mm. De asemenea variațiile de temperatură sunt legate de altitudinea din diferitele regiuni. Temperatura în Highveld este moderată, rareori foarte fierbinte, în timp ce la Lowveld se pot înregistra temperaturi de aproximativ 40 °C(104 ° F) pe timpul verii.
Temperatura medie la Mbabane, în funcție de anotimp:
| Primăvara | Septembrie – Octombrie | 18 °C (64.4 °F) |
| Vara      | Noiembrie – Martie     | 20 °C (68 °F)   |
| Toamna    | Aprilie – Mai          | 17 °C (62.6 °F) |
| Iarna     | Iunie – August         | 13 °C (55.4 °F) |

### Resurse naturale
Eswatini dispune de următoarele resurse naturale: azbest, cărbune, argilă, casiterit, hidroenergie, păduri, aur, depozite de diamant, cariere de piatră, și talc.
În Eswatini 670 km² de teren sunt irigați.
Utilizarea terenurilor din Eswatini:
| Întrebuințare      | Procent |
| ------------------ | ------- |
| teren arabil       | 9.77    |
| culturi permanente | 0.7     |
| altele             | 89.53   |

## Districte
Articol principal: Districtele Eswatiniului
Statul Eswatini este împărțit în patru districte:
1. Hhohho

2. Lubombo

3. Manzini

4. Shiselweni
Fiecare district este împărțit în continuare în tinkhundla. Sunt 55 de tinkhundla în Eswatini.